# Занки (станция)
За́нки (укр. Занки) — железнодорожная станция Южной железной дороги, находящаяся в Чугуевском районе Харьковской области. Узловая станция 4 класса (от чётной горловины отходит ветка на станцию Коробочкино Купянского направления). Поезда дальнего следования на станции Занки не останавливаются. Пересадочный пункт на автобусы сельских маршрутов.

## Путевое развитие
Станция имеет пять путей, из которых три — I, II и IV главные, а пути 3 и 5 приёмо-отправочные. Платформами оборудованы пути 3 (боковая), I и II (главные).

## Сооружения
Вокзал, пост централизации, водокачка.

## Поезда
Участки Занки — Шебелинка, Занки — Коробочкино, Змиёв — Занки обслуживаются исключительно электропоездами ЭР2, ЭР2Р, ЭР2Т депо Харьков. 
В чётном направлении поезда идут до станций Харьков-Пассажирский, Харьков-Левада, в нечётном — до станций Шебелинка, Балаклея, Савинцы, Изюм, Граково.